# Castelli (Italia)
Castelli es un municipio situado en el territorio de la Provincia de Teramo, en Abruzos (Italia).

## Demografía
| Gráfica de evolución demográfica de Castelli entre 1861 y 2001 |
|                                                                |
| Fuente ISTAT - elaboración gráfica de Wikipedia                |

- Datos: Q51433
- Multimedia: Castelli (comune, Italy) / Q51433

1. ↑  Worldpostalcodes.org, código postal n.º 64041.
2. ↑  «Codici Catastali». Comuni-italiani.it (en italiano). Consultado el 29 de abril de 2017.